# Екіпаж машини бойової
«Екіпаж машини бойової» (рос. «Экипаж машины боевой») — радянський художній фільм 1983 року, знятий на Одеській кіностудії.

## Сюжет
Події розгортаються влітку 1943 року. На фронті — затишшя перед наступом; надійшов наказ — у бій не вступати, берегти сили. Однак вилазки фашистського танка, керованого німецьким асом, підштовхнули командира радянського танка Т-34 до рішення будь-що-будь знищити самовпевненого ворога.

## У ролях
- Володимир Віхров —  старшина Саня Меньшов, командир танка
- Олег Куликович —  Коля Лук'янський, механік-водій .
- Сергій Маковецький —  Гриша Чумак, заряджаючий.
- Михайло Семенов —  Семен Брагін
- Леонід Яновський —  капітан Івушкін, комбат
- Тетяна Кузнецова —  старший лейтенант Олена Волгіна, фельдшер
- Федір Сухов —  німецький танкіст
- Борис Сабуров —  дід-удівець, в чиїй хаті сховався танк
- Сергій Ляхницький —  ветеран-фронтовик
- Борис Зайденберг —  полковник
- Антоніна Кончакова —  медсестра
- Володимир Маренков —  Єгорович, гість на дні народження
- Володимир Волков —  Павлов
- Володимир Віхров —  генерал
- Маргарита Криницина —  тітка Паша, медсестра

## Знімальна група
- Сценаристи: Олександр Мілюков, Анатолій Степанов
- Режисер-постановник:  Віталій Василевський
- Оператор-постановник:  Федір Сильченко
- Художник-постановник:  Муза Панаєва
- Композитор:  Віктор Власов
- Звукооператор: Володимир Богдановський
- Оператор:  Ігор Красовський
- Монтажер:  Надія Яворська
- Художник по костюмах: Людмила Крошечкина
- Художник-декоратор:  Олексій Бокатов
- Художник-гример Володимир Талала
- Директор: Давид Шапіро